# Studium Języka Polskiego dla Cudzoziemców Uniwersytetu Łódzkiego
Studium Języka Polskiego dla Cudzoziemców Uniwersytetu Łódzkiego (SJPdC UŁ) – placówka dydaktyczna przy Uniwersytecie Łódzkim (UŁ), przygotowująca cudzoziemców do podjęcia studiów na polskich uczelniach wyższych.   

## Historia
Studium powstało w 1952 roku. W początkowym okresie istnienia, było placówką dydaktyczną przygotowującą cudzoziemców do podejmowania nauki w polskich szkołach wyższych. Od początku lat 90. XX wieku Studium powoli przekształcane jest w placówkę o charakterze naukowo-dydaktycznym. 
Łódzkie Studium jest najstarszą, a przez prawie trzydzieści lat było jedyną, tego typu placówką w Polsce. Osoby podejmujące naukę w Studium otrzymywały status słuchacza UŁ. Naukę w SJPdC UŁ podejmowali obywatele z ponad 80 krajów. Placówka rocznie kształci około 300 osób. Unikalnym dorobkiem Studium są podręczniki do nauki języka polskiego jako obcego oraz wielojęzyczne słowniki spisywane przez pracowników Studium i samych studentów. Na bazie podręczników, które powstały w SJPdC UŁ, były tworzone programy nauczania języka polskiego w innych placówkach tego typu. Zajęcia dydaktyczne są profilowane w wielu kierunkach. Organizowane są grupy politechniczne, medyczne, ekonomiczne itp.